# Малајски језик
Малајски језик (малајс. Bahasa Melayu) спада у аустронежанске језике. Службени је језик Малезије и Брунеја, као и један од службених језика у Сингапуру. Матерњи је језик око 77 милиона људи, а укупно га говори око 290 милиона људи, (око 260 милиона људи говори „индонежански“) широм поморске југоисточне Азије. Званично писмо је латиница.

## Класификација и особине
Малајски језик спада у аустронежанске језике заједно са малгашким, тагалогом и многим другим језицима у југоисточној Азији и на Пацифику. Етикета малајски језик заправо обухвата неколико говора који су међусобно блиски. Најближи сродници малајског језика су минангкабау и јавански језик. Индонежански језик је стандардизована форма малајског језика са североисточне Суматре.
Малајски језик је аглутинативан. Постоје три главна начина стварања нових речи: афиксација, прављење сложеница и редупликација. Не познаје категорије рода и броја.
Присутне су бројне речи из страних језика: арапског, санскрита, тамилског, холандског и, у скорије време, енглеског.

## Порекло
Малајски историјски лингвисти се слажу око вероватноће да се малајска постојбина налази у западном Борнеу. Језичка форма позната као прото-малајски се говорила на Борнеу најмање до 1000. године пре нове ере и била је, како се тврди, језик предака свих наредних малајских језика. Његов предак, протомалајо-полинежански, потомак прото-аустронезијског језика, почео је да се распада најмање 2000. године пре нове ере, вероватно као резултат експанзије аустронезијских народа ка југу у поморску југоисточну Азију са острва Тајван.

## Историја
Историја малајског језика може се поделити на пет периода: старомалајски, прелазни период, класични малајски, касномодерни малајски и савремени малајски. Верује се да је старомалајски стварни предак класичног малајског.
Старомалајски је био под утицајем санскрита, класичног језика Индије. Санскритске позајмљене речи могу се наћи у старомалајском речнику. Најранији познати камени натпис на старомалајском језику пронађен је на Суматри, у Индонезији, написан варијантом палавске грантске абецеде и датиран је на 1. мај 683. Познат као натпис Кедукан Букит, открио га је Холанђанин М. Батенбург 29. новембра 1920. у Кедукан Букиту, јужна Суматра, на обалама Татанга, притоке реке Муси. То је мали камен величине 45 са 80 cm (18 са 31 инча).
Други доказ је закон Танџунг Тана у пост-палавском писму. Овај предисламски правни текст из 14. века настао је у Адитјавармановој ери (1345–1377) Дармасраје, хинду-будистичког краљевства које је настало након завршетка владавине Сривиџајана на Суматри. Закони су били за народ Минангкабау, који и данас живи у висоравни Суматре у Индонезији.
Малајски језик је ушао у широку употребу као лингва франка у региону током ере Малачког султаната (1402–1511). То је био период када се малајски језик брзо развијао под утицајем исламске књижевности. Развој је променио природу језика уз масовну инфузију арапског, тамилског и санскритског речника, названог класични малајски. Под Малачким султанатом језик је еволуирао у облик препознатљив говорницима савременог малајског. Када је двор прешао на успостављање Џохорског султаната, наставио је да користи класични језик; толико је постао повезан са холандским Ријауом и британским Џохором да се често претпоставља да је малајски са Ријауа близак класичном језику. Међутим, не постоји блиска веза између малачког малајског како се користи на Ријауу и народног језика Ријауа.
Међу најстаријим сачуваним писмима написаним на малајском су писма султана Абу Хајата из Терната, Молучка острва у данашњој Индонезији, датирана око 1521–1522. Текст је упућен краљу Португалије, након контакта са португалским истраживачем Франсиском Сераом. Слова показују знак стране употребе; Тернатејци су користили (и још увек користе) неповезани тернатски језик, један од западнопапуанских језика, као свој матерњи језик. Малајски се користио искључиво као лингва франка за међуетничку комуникацију.

## Фразе
- – добродошао
- – добро јутро
- – добар дан/добро вече
- – лаку ноћ
- – хвала
- – нема на чему
- – како се зовеш?
- ... – зовем се...